# Bombylius quirinus
Bombylius quirinus är en tvåvingeart som beskrevs av Neal L. Evenhuis 1984. Bombylius quirinus ingår i släktet Bombylius och familjen svävflugor.
Artens utbredningsområde är Texas. Inga underarter finns listade i Catalogue of Life.